# Shriek (DC Comics)
Shriek il cui vero nome è Walter Shreeve, è un personaggio della serie televisiva a cartoni animati Batman of the Future doppiato in italiano da Marco Balzarotti. Pare essere ispirato allo Spaventapasseri per come manipola e usa la gente con il potere del suono, come Crane faceva con la paura.

## Biografia del personaggio
Ex ingegnere sonoro ed ora mercenario, assunto da Derek Powers allo scopo di far impazzire e uccidere Bruce Wayne, verrà scoperto da Batman il quale lo affronterà in una fabbrica della Wayne-Powers, sabotando la sua armatura e provocando il cortocircuito che lo renderà sordo. In seguito farà altre apparizioni ed affronterà spesso il nuovo Batman con l'intento di vendicarsi del danno subito. Shriek, essendo privo d'udito deve far ricorso ad un potente apparecchio acustico per poter sentire quasi normalmente; avendo dedicato tutta la sua vita al suono, trovarsi privo della possibilità di ascoltare lo farà letteralmente impazzire.

## Poteri e abilità
I poteri di Shriek, derivano dal potente esoscheletro che indossa, tale armatura gli consente di manipolare le vibrazioni sonore, di direzionarle come onde sismiche o di rimuovere il suono cosicché il suo avversario non si accorga della sua presenza o di altri pericoli o perfino di far impazzire le persone immettendo ordini nelle loro menti spostando la sua voce su frequenze speciali.